# Église Saint-Martin de Goussancourt
L'église Saint-Martin de Goussancourt est une église située à Goussancourt, en France.

## Localisation
L'église est située sur la commune de Goussancourt, dans le département de l'Aisne.